# Distretto di La Merced (Ancash)
Il distretto di La Merced è un distretto del Perù nella provincia di Aija (regione di Ancash) con 2.377 abitanti al censimento 2007 dei quali 307 urbani e 2.070 rurali.
È stato istituito il 5 marzo 1936.